# RSPO1
RSPO1 is een gen dat het eiwit R-spondin 1 codeert. R-spondin 1 is een eiwit dat samen met het eiwit WNT4 verantwoordelijk is voor de regulatie van β-catenine waarmee de vrouwelijke geslachtsdifferentiatie in gang wordt gezet en de mannelijke geslachtsdifferentiatie wordt onderdrukt.
Het gen dat hiervoor verantwoordelijk is (RSPO1) bevindt zich bij de mens op locus 1p34.3 van chromosoom 1.
Mutaties in RSPO1 zijn betrokken bij XX-geslachtsomkering (chromosomaal vrouw, maar met mannelijk uiterlijk), palmoplantaire hyperkeratose en plaveiselcelcarcinoom.